# Магистральное сельское поселение
Магистральское се́льское поселе́ние — муниципальное образование в Омском районе Омской области Российской Федерации.
Административный центр — посёлок Магистральный.

## История
Статус и границы сельского поселения установлены Законом Омской области от 30 июля 2004 года № 548-ОЗ «О границах и статусе муниципальных образований Омской области»

## Население
| 2006  | 2010  | 2011  | 2012  | 2013  | 2014  | 2015  |
| ----- | ----- | ----- | ----- | ----- | ----- | ----- |
| 2446  | ↗2755 | ↗2761 | ↗2896 | ↗3082 | ↗3259 | ↗3302 |
| 2016  | 2017  | 2018  | 2019  | 2020  | 2021  | 2023  |
| ↗3377 | ↗3436 | ↗3509 | ↗3592 | ↗3722 | ↗4121 | ↗4214 |

## Состав сельского поселения
| № | Населённый пункт | Тип населённого пункта          | Население |
| - | ---------------- | ------------------------------- | --------- |
| 1 | Зелёное Поле     | деревня                         | ↗186      |
| 2 | Магистральный    | посёлок, административный центр | ↗2103     |
| 3 | Ребровка         | село                            | ↗466      |